# Флавий Дексикрат (консул 503 г.)
Флавий Дексикрат (на латински: Flavius Dexicrates) e политик на Византийската империя.
През 503 г. той е консул заедно с Флавий Волузиан (на Запад).